# Daniel de Roumanie
Le patriarche Daniel, né Dan Ilie Ciobotea le 22 juillet 1951 dans le village de Dobrești (Roumanie), est l'actuel primat de l'Église orthodoxe roumaine, depuis le 12 septembre 2007.

## Biographie
Dan Ciobotea est né le 22 juillet 1951 dans le village de Dobrești, dans une famille de trois enfants.
Après ses études secondaires, il s’inscrit à la faculté de théologie orthodoxe de Sibiu (1970-1974).
De 1974 à 1976, il prépare à Bucarest un doctorat en théologie systématique auprès du théologien Dumitru Stăniloae qui lui conseille de continuer ses études à l'étranger.
Il passe deux ans à la faculté de théologie protestante de Strasbourg (France) et deux ans à la faculté de théologie catholique de l'université de Fribourg-en-Brisgau (Allemagne).
Le 15 juillet 1979, il obtient un doctorat en théologie à la faculté de théologie protestante de Strasbourg (sujet de thèse : « Réflexion et vie chrétiennes aujourd'hui : essai sur le rapport entre la théologie et la spiritualité »).
En 1987, il prononce ses vœux monastiques au monastère de Sihăstria.
En mars 1990, il est sacré évêque vicaire de la métropole de Timișoara. En juin 1990, il est élu métropolite de Moldavie et de Bucovine.
Depuis 1992, il enseigne à la faculté de théologie orthodoxe de l'université Alexandru Ioan Cuza de Iași. Il est auteur d’un grand nombre d’écrits théologiques.
Le 12 septembre 2007, il est élu patriarche de l'Église orthodoxe roumaine, à la suite de la mort du patriarche Théoctiste de Bucarest.
Le patriarche Daniel parle couramment, outre le roumain, le français, l'allemand, l'anglais et l'italien.